# امي أوكني (آيت النص)
امي أوكني هو دُوَّار يقع بجماعة تيوغزة، إقليم سيدي إفني، جهة كلميم واد نون في المملكة المغربية. ينتمي الدوّار لمشيخة آيت النص التي تضم 23 دوار. يقدر عدد سكانه بـ 291 نسمة حسب الإحصاء الرسمي للسكان والسكنى لسنة 2004.

## روابط خارجية
- البوابة الوطنية للجماعات الترابية
- المندوبية السامية للتخطيط